# Nacna prasinaria
Nacna prasinaria là một loài bướm đêm trong họ Noctuidae.